# 中井洽
中井 洽（なかい ひろし、1942年〈昭和17年〉6月10日 - 2017年〈平成29年〉4月22日）は、日本の政治家。位階は正三位。
衆議院議員（11期）、国家公安委員会委員長（第80・81代）、拉致問題担当大臣、内閣府特命担当大臣（防災）、法務大臣（第54代）、衆議院予算委員長、民社党副委員長、自由党副党首、民主党副代表などを歴任した。
父は元衆議院議員の中井徳次郎。

## 概要

### 生い立ち
満洲国新京市（現在の中国吉林省長春市）に生まれた。終戦後の1946年（昭和21年）9月に三重県上野市（現在の伊賀市）に引き揚げた。上野市立白鳳幼稚園・上野市立西小学校・上野市立崇広中学校を経て、東京都へ父と引越して東京都立立川高等学校、1969年（昭和44年）3月慶應義塾大学経済学部経済学科を卒業した。
大学在学中から日本社会党の衆議院議員だった父の中井徳次郎の秘書を務めた。社会党右派に所属して穏健的な民主社会主義政党を目指していた父の徳次郎が、マルクス主義政党を目指した社会党左派中心の執行部に嫌われたことから、左派の執行部は旧三重1区に左派の対立候補（第31回衆議院議員総選挙で福島重之を樹立、第32回衆議院議員総選挙で田口一男）を擁立して、社会党右派の中井徳次郎と社会党左派の思想対立が激化した。父徳次郎が出馬を断念した事に伴い、父子で日本社会党を離党、父の穏健的な民主社会主義思想の後継者となった。
1972年（昭和47年）の第33回衆議院議員総選挙において日本社会党は社会党左派の田口一男を公認して、中井は日本社会党の公認が得られずに無所属候補として立候補したが落選した。選挙戦では民社党の支援を受けた。その後民社党に入党、1976年（昭和51年）の第34回衆議院議員総選挙に中選挙区の旧三重1区より立候補し、34歳で初当選した。
初当選した選挙では、民社党からは青山丘・大内啓伍・神田厚・中野寛成・米沢隆も中井と同じく初当選した。名張市出身の開業医が父中井徳次郎の有力後援者であったことからその娘と結婚した。

### 民社党
衆議院議員選挙で滑り込み当選が多い国会議員であった。中選挙区時代には全て4位ないしは5位の、当落線上での辛勝であった（小選挙区制導入後も、ベテラン議員ながら5回の選挙のうち3回は比例復活で当選）。第38回衆議院議員総選挙では落選したものの、続く第39回衆議院議員総選挙、第40回衆議院議員総選挙（日本新党の推薦）では当選を果たした。第40回選挙後、衆議院の商工委員会にて委員長に就任した。翌1994年（平成6年）、羽田内閣にて法務大臣に任命された。法務大臣として麻薬の使用を理由にキリンカップサッカーアルゼンチン代表であったディエゴ・マラドーナの入国を拒否、その結果アルゼンチン代表チームは出場をキャンセルした。同年12月、民社党が解党し新進党が結成された際、新進党の結党に参加した。

### 新進党
新進党結党後の第41回衆議院議員総選挙では、三重1区より立候補し当選した。この選挙以降、自由民主党の川崎二郎と三重1区の議席を争っている。1997年（平成9年）、新進党が解散した。中井は小沢一郎らとともに自由党を結党した。

### 自由党
衆議院の国会等の移転に関する特別委員会にて委員長に就任した。しかし、第42回衆議院議員総選挙では小選挙区で落選し、比例復活で当選した（同じ野党の民主党は候補者擁立しなかった）。自由党では副党首も務めたが、同党が民主党に合流（民由合併）することになり、中井も民主党に入党した。

### 民主党

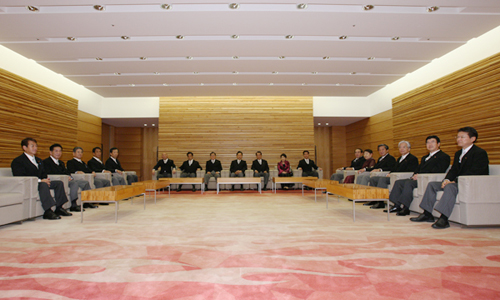
2009年9月16日、鳩山由紀夫内閣発足時の閣議にて

民主党では副代表に就任した。2006年（平成18年）には常任幹事会議長に就任し、2007年（平成19年）まで務める。その間の第43回衆議院議員総選挙、第44回衆議院議員総選挙では、いずれも三重1区で自民党の川崎二郎に敗れ落選し、重複立候補していた比例東海ブロックで復活。第45回衆議院議員総選挙では三重1区で川崎を破り、当選した。この選挙により民主党が与党となり、鳩山由紀夫内閣にて国家公安委員会委員長に就任した。同時に拉致問題担当大臣を兼務し、「北朝鮮による拉致問題の早期解決を図るため企画立案及び行政各部の所管する事務の調整」 も担当することになった。また、前原誠司国土交通大臣の防災担当相職退任にともない、2010年（平成22年）1月12日に内閣府特命担当大臣（防災）に就任した。
なお、中井は「北朝鮮に拉致された日本人を早期に救出するために行動する議員連盟」の会長代行を務めていた。しかし、拉致問題担当相に就任以来2010年1月6日まで、一度も所管の拉致問題対策本部事務局に顔を出していないことが判明している。拉致被害者の救出のため連携していた韓国の国会議員との関係を竹島問題を理由に断ち切ったり、拉致被害者の情報を引き出すという名目で金賢姫を来日させるなどの行為を繰り返し、横田夫妻を「パフォーマンスばかりで、真剣に向き合ってくれなかった」と嘆かせた。
2010年2月の東アジアサッカー選手権に出場予定だった北朝鮮女子代表チームへのビザ発給に一時反対、北朝鮮チームは参加辞退を表明した。2010年4月に実施予定の「高校無償化」をめぐり、朝鮮学校を対象から除外するよう川端達夫文部科学大臣に要請した。4月、来日中の元朝鮮労働党書記・黄長燁と会談した。6月発足の菅直人内閣では、国家公安委員会委員長と拉致問題担当大臣及び内閣府特命担当大臣（防災）に再任された。7月6日、大相撲野球賭博問題に関連し「テレビに出るのは熱心だが捜査には言を左右にしている」と警察の捜査に協力しない相撲関係者を指弾。暴力団との関係遮断の取り組みについて「名古屋場所が済めばしまい、という一過性のものではない」と述べた。それをさかのぼる6月21日、すなわち野球賭博問題で日本相撲協会が特別調査委員会を設置した日の夜に、日本大学の田中英壽理事長が懇意にしている神楽坂の料亭で、田中理事長、相撲協会の武蔵川理事長の3人で会談していたことが週刊文春で報じられた。これに対し中井は7月15日、報道内容を否定した。7月20日、来日した金賢姫と面会した。
9月、菅改造内閣発足により国務大臣を退任。農林水産大臣に起用された鹿野道彦に代わり、衆議院予算委員長に就任した。
2011年（平成23年）2月28日に平成23年度予算が衆議院予算委員会で可決された際、中井の議事運営に問題があるとして自民党・公明党・みんなの党・たちあがれ日本から解任決議案が提出されたが、解任決議案は否決された。同年7月に北朝鮮の宋日昊朝日国交正常化交渉担当大使と中国・長春市で極秘に会談したと報じられた が、旧満州出身の中井は「ふるさとを見て泣いて帰ってきただけ」と会談を否定した。この件で中井に同行し無届けで海外渡航した政府の拉致問題対策本部職員が口頭注意処分となった。

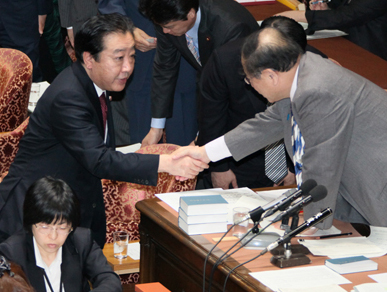
2012年2月3日、衆議院予算委員会で委員長の中井が内閣総理大臣野田佳彦と握手を交わす

2012年（平成24年）1月にも宋日昊大使と中国で会談した模様だと報じられた。同年3月17日から3月19日まで中華民国総統の馬英九の再選祝いに日華議員懇談会のメンバーとして台湾渡航を衆議院議院運営委員会に申請したが、北朝鮮の宋日昊・朝日国交正常化交渉担当大使がモンゴルに向かったことが確認されていることから、野党の自民党・公明党が「実際はモンゴルに渡って交渉する可能性」から合意を拒否。議長裁定にゆだねられ、横路孝弘衆議院議長から「渡航期間を厳守し、予算案の審査に支障を与えない」との条件付きで海外渡航を許可された。中井は結局モンゴル行きを断念し、申請通り台湾を訪問した。

### 政界引退
2012年（平成24年）10月24日、議員を引退する意思を表明した。11月16日の衆議院解散に伴い引退。

### 死去
2017年（平成29年）4月22日、胃がんのため、東京都内の病院で死去。74歳没。晩年は民進党三重県連の最高顧問を務めていた。
同年5月12日、日本国政府は、4月22日付をもって正三位に叙することを決めた。

## 騒動・批判

### 光熱水費の違法支出問題
2007年（平成19年）3月、光熱水費（「電気、ガス、水の使用料」と規定）がかからない議員会館に置いた、資金管理団体の主たる事務所で3年間に計約1070万円の光熱水費を架空支出したことが発覚した。国会では松岡利勝農水相（当時）の、議員会館での光熱水費問題が国会で追及されている真っ最中で、当初は党内や野党から松岡大臣を追及できなくなると不満の声も挙がった。しかし、すべて領収証が残っていて架空支出ではなかったことや、直に別の支出であったことを認める記者会見を本人が開いたことにより、すぐにこの騒動は収まった。

### 女性スキャンダル問題
2010年（平成22年）1月29日、政界関係者と思われる男性といわゆる「白タク」の可能性が濃厚とされる車を利用した。またSPを外して30歳以上年の離れた銀座のホステスと連日のようにデートを重ねており、3月9日と14日には路上で目をつぶってホステスと顔を密着させているところを写真に撮られ、週刊新潮に掲載された。ホステスは、議員宿舎のカードキーを使ってたびたび赤坂議員宿舎に入っていた。赤坂議員宿舎に住むある議員によると、カードキーの交付はかなり厳格で、申請の際には使用者の名前を登録しなければならないといい、中井が規則に違反してカードキーを貸与した可能性もある。3月14日午後5時過ぎには震度5弱の福島沖地震が発生したが、そのとき中井はホステスとともに映画館におり、映画館を出た後も引き続き2人で整体院・焼肉店・コンビニ・カラオケスナック・議員宿舎へと移動、地震発生にもかかわらず防災担当相として何らの対応も取らなかった。
これに対し中井は「独身なので、不倫ではない」とした上で（後述のように1998年（平成10年）に妻が死去している）、路上キスについて「人生で、路上で女性とキスしたことは一回もない」と述べ、写真はキスと見えるような角度で意図的に撮られたとの認識を示した。
また白タクについては「勝手に店が用意した」と白タクと認識せずに利用したとコメントし、カードキーを使ってホステスが赤坂議員宿舎に入ったことについては「女性とは6年ぐらいのつきあい。掃除のおばさんの代わり。カードキー（の管理）について規則などはない」などと釈明した。衆議院事務局管理課議員宿舎係によると、カードキーは議員に貸与され、使用者を届け出る必要はないという が、議員宿舎には「利用は、議員及び議員と同居する家族などに限る」との入居基準がある。福島沖地震については、いったん映画館の外に出て秘書官と連絡を取り合ったと説明。「第一報で被害はなく、その後も秘書官から連絡はなかった」と対応に問題はなかったとの認識を示した。
警察庁関係者によると、問題が表沙汰になったあと中井は、自分には「4人女がいる」が、そのうち1人だけを特別扱いしていたことがばれてしまい「他の女に会いづらくなってしまった」と語ったという。

### 銀座クラブ飲食代の国費使用問題
内閣官房関係者によると、拉致問題担当相時代には「銀座などクラブでの飲み代を、拉致関係の情報収集と称して役所につけ回し、経理は処理に困っていた」という。

### 皇族への不敬発言疑惑
2010年（平成22年）11月30日、自由民主党の逢沢一郎国対委員長 やみんなの党の桜内文城 が、11月29日に行われた議会開設120年記念式典において秋篠宮文仁親王と同妃紀子が天皇・皇后の着御を起立して待っていたことに対し、民主党議員が野次を飛ばしたとして、名指しは避けながらも批判を行ったことが報じられた。産経新聞は同日中に、「早く座れよ。こっちも座れないじゃないか」と野次を飛ばしたとされる議員が中井だった旨を報じた。
中井は11月30日、産経新聞の取材に対し、「『早く座らないとだれも座れないよ』と言ったかもしれないが、秋篠宮殿下に向けて言うはずがない。副議長らに言った」と反論し、翌12月1日には、国会内において記者団に「隣の人としゃべっただけだ。（着席されるよう）『宮様に伝えていないのかね』と申しあげた」と述べた（式典の進行予定では、秋篠宮同妃と議員は一旦着席することになっていた）。また、「秋篠宮殿下がお入りになってから遅刻したやつが十数人いたぞ。いくらでもあるぜ」との発言も報道された。
民主党側も「『立たせていては両殿下に失礼ではないか』と言った」としている。民主党内では岡田克也幹事長が、「私が知る限り、野次ったとか、そういうことではなかった」「10列ぐらい後ろにいたが、中井氏の声が響き渡ったとか、そういうことではない」と述べる 一方で、中井について「国会議員を務めていることに無理がある」との指摘もなされた。
自由民主党は「懲罰の対象になりうる著しく品を欠く発言だ」と批判し、みんなの党の渡辺喜美代表も、「まずは中井氏が土下座しておわびをすべきだ」と述べた。12月1日、両党はたちあがれ日本と共同で中井に対する懲罰動議を提出した。この問題に対し、全国の右翼団体が「国賊・中井洽議員糾弾実行委員会」を結成し、2010年12月26日に約100台の街宣車、350人の運動員を集めて中井の選挙区である三重県伊賀市、名張市で街宣デモ活動を行った。そのため、中井は予定していた新年会を断念した。
また、2012年（平成24年）3月12日の午後に、中井の事務所に広島県の右翼団体幹部（犯人は元広島県警察の公安刑事で右翼となり、その後逮捕された）を名乗って、切断された小指と「天誅が下る」という趣旨の手紙が届けられたと報道された。

### 衆議院予算委員会における不適切発言
2011年（平成23年）2月1日の衆議院予算委員会で、元日本銀行勤務の経歴を持つ自民党議員の塩崎恭久が経済財政問題について専門知識を駆使して政府側を追及した際、「これにて塩崎教授の陳述は終わりました」と質問ぶりを（大学教授など学者に例える表現で）揶揄するかのような発言をした。また、審議中に委員長席で携帯電話の操作をしたとして自民党から非難された。さらに、自民党の野田毅税制調査会長が質問の冒頭で「私が答弁を求めた以外の人が答弁しないようにしてほしい」と念押ししたにもかかわらず、中井は求められていない閣僚を指名した。抗議する野田に対し「言動を慎んでください」と発言した。自民党は中井の解任決議案提出を検討したが、中井が予算委員会理事会で塩崎に対する発言と携帯電話の操作を認め陳謝した上、「教授」発言を議事録から削除したため一旦見合わせた。しかしその後も態度が改まらなかったため、2月28日、自民・公明・みんな・たちあがれ日本の野党4党が共同で解任決議案を提出した。決議案は衆議院本会議で反対多数により否決された。

## 活動

### 外国のサッカー代表チームの入国を2度に渡って断念させる
上（#民社党・#民主党）でも述べられているが、過去2度の大臣経験に際し、2度とも、外国のサッカー代表チームの入国を断念させる結果に関わっている。1度目が1994年（平成6年）に羽田内閣で法務大臣としてアルゼンチン代表チームを、2度目が2010年（平成22年）に鳩山由紀夫内閣で国家公安委員会委員長として北朝鮮女子代表チームを、それぞれ日本で開催される日本代表チームとも対戦する予定だった大会への参加を断念させた。
上記のサッカー北朝鮮女子代表チームの件に関しては、北朝鮮女子代表チームは2010年2月に日本で開催された東アジアサッカー選手権大会（2月6〜14日・東京）への出場権を得ていたが、2009年12月、当時の国家公安委員会委員長であった中井洽は「制裁がかかっている段階なので、日本政府が北朝鮮チームの入国を許可することはない」と発言した。
この時期、既に日本政府は北朝鮮に対する制裁措置として北朝鮮人の入国を拒否していたので、北朝鮮女子チームに対しても入国を許可しないのは当然という立場であった。しかし、国際サッカー連盟（FIFA）は「政治とスポーツの分離」をモットーにしており、参加各国・地域の政治的介入を禁止しているため、入国不許可は日本が規約違反に問われる可能性があった。翌年の2010年（平成22年）1月4日に突然日本政府は方針転換し、鳩山内閣より以前に麻生内閣で既に許可が出ていたことを理由に、改めてサッカー北朝鮮女子代表チームの入国を許可すると発表した。
日本サッカー協会に北朝鮮女子代表チームから参加辞退の最終決定が通知されたのは、この発表から1週間後の1月11日であり、その見解は、「日本政府国家公安委員長（中井洽）の公式な謝罪、朝鮮女子チームの警備と安全の保証、チームの入国ビザ申請者全員に対する入国ビザ発給の無条件の保証、そして日本国内での神聖なサッカーの試合のための友好的な環境、この四つが提供されない限り、我々の女子チームは『東アジア女子サッカー選手権2010』に出場することはできません。」というものであった。朝鮮民主主義人民共和国（北朝鮮）サッカー協会は、勝手に試合を辞退したことを理由にFIFAより罰金を科せられた。

### 金賢姫の来日時の対応

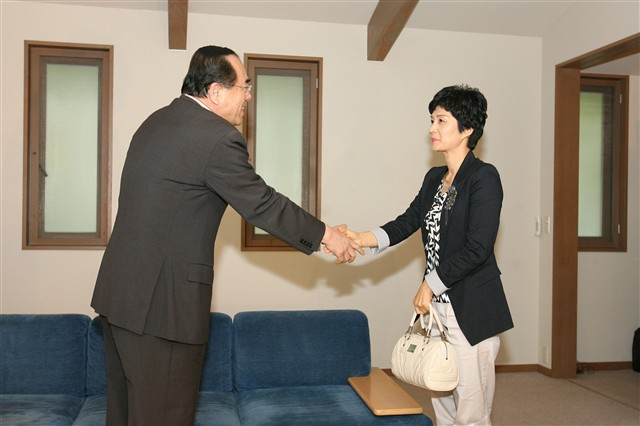
金賢姫と

2010年（平成22年）7月20日、大韓航空機爆破事件の実行犯の金賢姫を、日本人拉致事件の情報を持っているとして日本に招聘した。中井は金賢姫を国賓待遇で厚遇しながら、重要な情報を一切引き出せなかった。金元工作員の記者会見さえ行われなかったため、拉致被害者家族からは批判の声が上がった。
金賢姫の招請費は3000万円を超えるとも言われ、批判が出ているが、中井はその批判に対して「『テロリストを入国させるな』というなら韓国を責めればいいじゃないか」と発言している。22日、金賢姫は軽井沢から都内のホテルに移動する際、調布飛行場でヘリコプターをチャーター。ヘリは方向違いの江の島上空まで行き、横浜を通り江東区のヘリポートに到着した。チャーター代は1時間80万円とされる。また、ヘリコプターは10分で行くことのできる距離を40分かけて移動した。当初、中井はヘリコプターを使用したのは警備のためだと主張していたが、24日には、「可能なら、（日本を）見せてやりたかったですよ。彼女は（今後）一生、外国に出られないかも知れないでしょう！」と、遊覧目的が含まれていたことを認めた。
なお、この「遊覧飛行」では、米陸軍横浜ノース・ドック、米海軍／海上自衛隊厚木基地、米陸軍キャンプ座間、米陸軍相模総合補給廠近辺を飛んでいる。
特定失踪者問題調査会の荒木和博代表は、「ヘリコプターの遊覧飛行は話にならない」と憤りを隠さなかった。また、荒木は中井に失踪者の写真などを元工作員に確認してもらいたいと要望したが、中井は断った。荒木は「政府が失踪者の写真も見せず、一緒にのんびり食事をしているのは本当に許されるのか。憤りを感じる」と非難した。なお荒木はかつて、中井が所属した民社党の本部事務局に勤務していた。
中井は2010年（平成22年）8月3日の衆院予算委員会で「金元工作員や韓国側から観光旅行を要請された」と答弁した が、韓国の国家情報院は「韓国政府が要請した事実はない」と読売新聞の取材で明らかにした。なお、韓国は「日本訪問中に観光をしたい」という金元工作員本人の希望は日本政府に伝えていた。韓国では、もともと大韓航空機爆破事件の遺族から金元工作員の特別待遇に不満が出されており、この中井の発言は「責任転嫁」だとする批判が高まっている。韓国政府は、外交ルートを通じて、中井の発言の経緯について説明を求めている。
産経新聞が1928人に対して行った調査によれば、「金元工作員来日を含め、政府の拉致問題への対応を評価する」は1割にも満たず、「金元工作員の来日のようなことに税金を使うことは妥当」は1割台だった。「みっともないパフォーマンス」との意見もあった。中井自身は、金賢姫の来日について「100点満点で120点ぐらい」と自賛している。

### 選択的夫婦別姓制度
選択的夫婦別姓制度に反対していた。ただし、民主党政権の閣僚としては、容認の立場をとった。

### 外国人参政権の実現
民主党政権の閣僚時代に民団の会合で外国人参政権の実現を推進していく立場を明らかにした。

## 人物
- 身長177cm、体重82kg、血液型A型、座右の銘は「先憂後楽」、趣味 は読書（特に欧米推理小説）とスポーツ観賞（野球・バスケットボール）[53]。
- 弟は、大蔵省銀行局審議官、国際局次長、財政金融研究所長などを務めた中井省。
- 同じ民社党出身の西村眞悟と並ぶ対北朝鮮強硬派で拉致問題に熱心な保守派として、拉致議連副会長と民主党拉致問題対策本部長を務めていた。
- 1998年（平成10年）4月9日の夜に妻が自殺した[54]。中井家に約20年勤めたというお手伝いの女性は、嫁姑の関係に理由があったのではと推測しており、中井の元秘書は、妻は中井の遊び癖に悩み、地元事務所の職員などに相談したりもしていたと言っている[20]。
- 方言に強く、北勢地方の四日市市・三重郡（川越町・朝日町・菰野町）・桑名市・桑名郡（木曽岬町）・いなべ市・員弁郡（東員町）・鈴鹿市・亀山市と中勢地方の津市で他人と会話する場合は伊勢弁を巧みに使用する。伊賀地方の伊賀市・名張市で他人と会話する場合は伊賀弁を巧みに使用する。東京で他人と会話する場合は標準語を正確に使用している。中井は伊勢弁・伊賀弁・標準語を巧みに使い分ける。忍者の故郷の伊賀国出身である事を強く意識していた[55]。支持者から「中井のボン」と呼ばれている。経済思想は民主社会主義思想を保有している[56]。
- 民社党解党により合流した新進党では小沢一郎の側近を自認し、その後も小沢に従い自由党、民主党に参加している。
- 民主党内では対北朝鮮強硬派で知られ、鳩山由紀夫内閣で拉致問題担当大臣に任命された際、就任後の記者会見で北朝鮮への対応について「対話と圧力というより、圧力と圧力」と述べ、北朝鮮に対し強硬な姿勢で臨む考えを表明した。
- 民社党時代に政治家を引退することを検討したことがあった。1990年（平成2年）2月の伊勢新聞の選挙記事によれば、第38回衆議院議員総選挙で落選して、第39回衆議院議員総選挙にも再度落選をしたら政界を引退する決意であった。
- 女系天皇を容認する皇室典範の改正に反対している。保守派の議員として2011年（平成23年）12月14日から＜民主党の皇室の伝統・文化を守る議員連盟＞の会長として、旧皇族の皇族復帰を含めた安定的な皇位継承の議論を開始していた。
- 政界では洽という字が「蛤」に似ていることから「ハマグリ」とも呼ばれている[20]。

## 発言
- 2010年（平成22年）1月12日、東京都内で開かれた在日本大韓民国民団（民団）中央本部の新年会において、「立派な（永住外国人に地方参政権（選挙権）を付与する）法案を作って今国会で成立させ日韓友好を増進させたい」と発言[57][58]。
- 同年1月19日 - 陸山会事件で小沢一郎の秘書を逮捕した東京地検特捜部に対して、「特捜部にも説明責任」「何を考え執行したかよく分からない」と述べた。1月22日には足利事件に関連して、「今の自白中心の捜査と捜査当局から一方的にリークされる記事しか書かないマスコミという中では、冤罪被害はこれからも出ると思う」と発言した。
- 同年2月20日、水戸市での会合で、福島瑞穂消費者相と亀井静香金融・郵政改革相が頻繁に発言していることに触れ、「党の大きさに合わせもうちょっとおとなしくしてくれたらいいのになと思っている」と発言した[59]。
- 同年11月1日、尖閣諸島中国漁船衝突事件で海上保安庁が撮影したビデオ映像を視聴した後、「国政調査権という特別の権限をもって取り寄せたのだから、国会に提出されたビデオを一般公開することはまったくルール違反になる」との考えを示した[60]。
- 同年11月29日、議会開設120年記念式典で、来賓の秋篠宮夫妻に対し不適切発言をおこなったと報じられた。詳細は皇族への不敬発言疑惑参照。

## 略歴
- 1963年（昭和38年）- 父中井徳次郎の秘書となる。
- 1969年（昭和44年）3月 - 慶應義塾大学経済学部経済学科卒業[1]。
- 1972年（昭和47年）4月 - 日本社会党を離党する。
- 1972年（昭和47年）4月 - 衆議院議員選挙で落選する。
- 1975年（昭和50年）6月 - 民社党に入党する。民社党本部会計局長。民社党副書記長。民社党選挙対策委員長。三重県連委員長を歴任する。
- 1976年（昭和51年）12月 - 衆議院議員選挙で初当選をする。公害対策委員会の理事。地方行政委員。建設委員。商工委員。環境委員会の理事を歴任する。1978年（昭和53年）と1980年（昭和55年）の2度に渡り訪米した。1979年（昭和54年）の民社党訪中団の一員として訪中した[61]。
- 1986年（昭和61年）7月 - 衆議院議員選挙で落選する。
- 1990年（平成2年）2月 - 衆議院議員選挙で（5期）の当選をする。
- 1993年（平成5年）7月 - 衆議院議員選挙で（6期）の当選をする。
- 1993年（平成5年）8月 - 衆議院商工委員長となる。
- 1994年（平成6年）5月 - 法務大臣となる。在任期間が短かったため、死刑執行起案書はまわってこなかった。
- 1994年（平成6年）12月 - 新進党に参加する。新進党の「明日の内閣」の行政監視大臣となる。
- 1996年（平成8年）1月 - 新進党国会対策委員会筆頭副委員長。衆議院議院運営委員会理事となる。
- 1996年（平成8年）10月 - 衆議院議員選挙で（7期）の当選をする。
- 1997年（平成9年）12月 - 自由党に参加する。自由党常任幹事。広報委員長。組織委員長を歴任する。
- 2000年（平成12年）1月 - 首都機能移転の『衆議院国会等の移転に関する特別委員会』の委員長となる。
- 2000年（平成12年）6月 - 衆議院議員選挙で（8期）の当選をする。
- 2002年（平成14年）10月 - 自由党の副党首となる。
- 2003年（平成15年）9月 - 民由合併によって民主党に入党する。
- 2003年（平成15年）11月 - 衆議院議員選挙で（9期）の当選をする。
- 2003年（平成15年）12月 - 民主党の副代表となる。
- 2005年（平成17年）5月 - 衆議院より衆議院議員の永年在職25年で議員表彰される。民主党本部パーティー実行委員長となる。
- 2005年（平成17年）6月 - 衆議院の『郵政民営化の関する特別委員会』の筆頭理事となる。
- 2005年（平成17年）9月 - 衆議院議員選挙で（10期）の当選をする。
- 2005年（平成17年）12月-民主党拉致問題対策委員長となる。
- 2006年（平成18年）9月 - 民主党常任幹事会議長となる。
- 2007年（平成19年）8月 - 民主党常任幹事会議長に再任する。
- 2009年（平成21年）8月 - 衆議院議員選挙で（11期）の当選をする。
- 2009年（平成21年）9月- 国家公安委員会委員長兼拉致問題担当大臣となる。
- 2010年（平成22年）1月 - 内閣府特命担当大臣（防災担当）も兼務する。

## 賞歴
- 2005年（平成17年）7月 - 永年在職議員表彰（25年）。
- 2013年（平成25年）4月 - 旭日大綬章受章[62]。

## 主な役職と所属していた団体・議員連盟
- 日本会議国会議員懇談会
- 北朝鮮に拉致された日本人を早期に救出するために行動する議員連盟（会長代行）
- 海事振興連盟（副会長）
- 民主党の皇室の伝統・文化を守る議員連盟（会長）
- 教育基本法に関する特別委員会（委員）
- 国家基本政策委員会（委員）
- 北朝鮮による拉致問題等に関する特別委員会（委員）
- 民主党拉致問題対策本部（本部長）
- 三重県第1区総支部長
- 日韓議員連盟（副会長）
- 日華議員懇談会（副会長）
- NPO議員連盟（副会長）
- 米消費拡大・純米酒推進議員連盟（副会長）
- 天皇陛下御即位二十年奉祝国会議員連盟（常任幹事）